# Fadesa Inmobiliaria
Fadesa Inmobiliaria war ein Immobilien- und Bauunternehmen in A Coruña, Spanien, und wurde 1980 gegründet.
2005 waren im Unternehmen 3500 Mitarbeiter beschäftigt.
Fadesa bestand aus zwei Unternehmensbereichen: Immobilien und Vermögensverwaltung. Der Immobilienbesitz des Unternehmens besteht vorrangig aus Privatgebäuden, während die Vermögensverwaltung sich auf Hotelprojekte und Golfplätze spezialisiert hat.
Seit 1993 ist Fadesa in ganz Spanien tätig.

Seit Ende der 1990er Jahre expandierte Fadesa nach Marokko, Portugal und osteuropäische Länder, wie Polen (hier war Fadesa an der Errichtung des Warschauer Stadtteils Miasteczko Wilanów beteiligt), Ungarn und Rumänien. In Saidia, Marokko, investierte das Unternehmen in ein Touristikprojekt.
Das Unternehmen war Sponsor des Fußballvereins Deportivo La Coruña.
2007 fusionierte Fadesa Inmobiliaria mit Promociones y Urbanizaciones Martín, S.A. (Martinsa) und gründete Martina Fadesa.

Am 15. Juli 2008 beantragte Martinsa Fadesa Insolvenz. Es war der damals größte Insolvenzfall in der Geschichte Spaniens.

## Weblinks

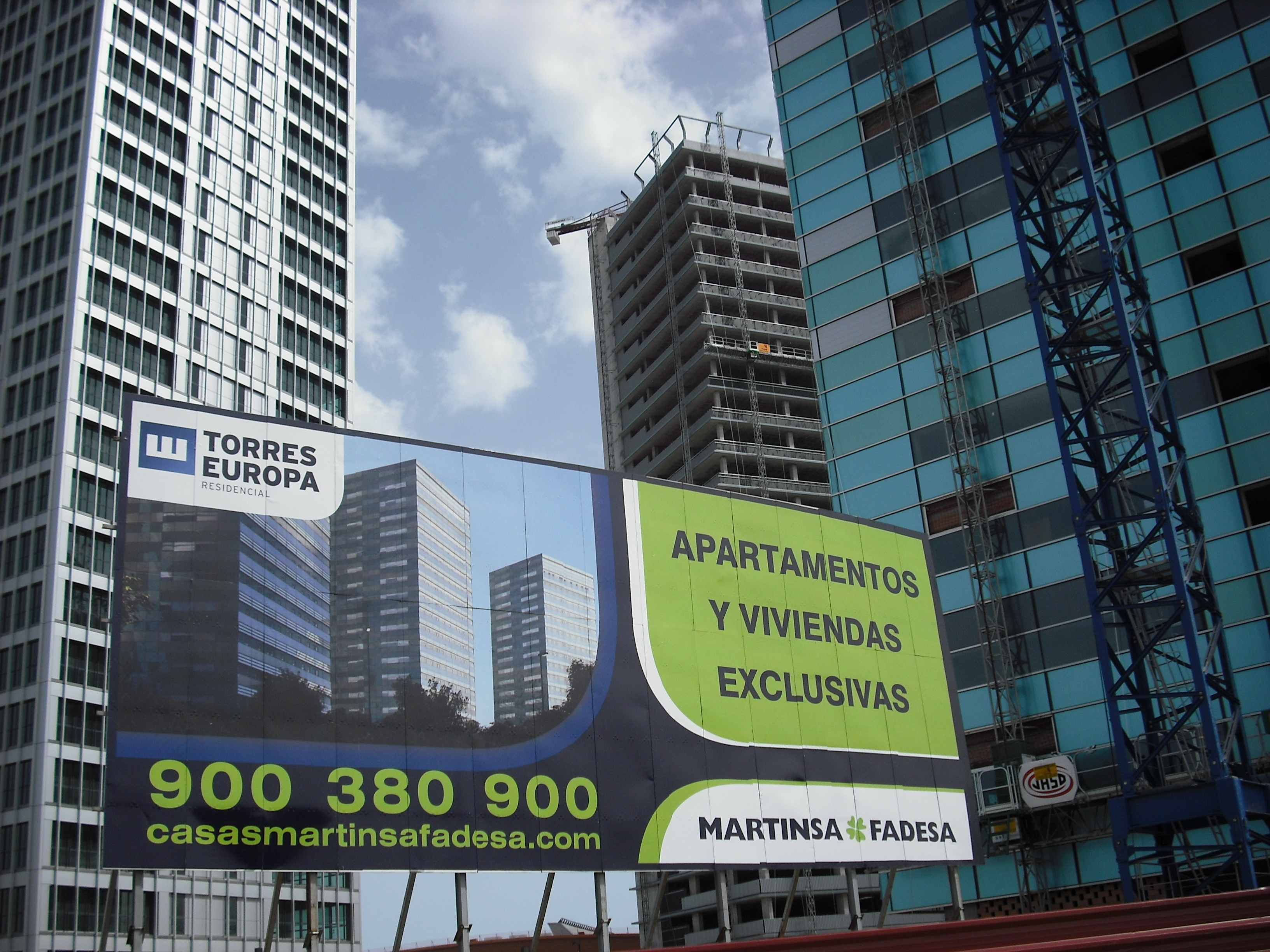
Baustelle von Martinsa * Fadesa mit Baustellenschild